# Andreas Landegren
Andreas Landegren, född den 10 september 1978 i Sollentuna,  är en svensk pianist och kapellmästare.
Han är uppväxt i Växjö och bosatt i Stockholm sedan 1999. Landegren började spela piano vid sju års ålder och har utbildat sig på musikgymnasium på Katedralskolan i Växjö, Fridhems folkhögskola i Svalöv och Kungliga musikhögskolan i Stockholm.
Andreas Landegren har arbetat professionellt som pianist, arrangör och kapellmästare sedan 2000. Han har spelat i ett otal TV-produktioner, bland annat i två säsonger av Lotta på Liseberg och har varit kapellmästare för SVT:s barnprogram Combo i tre säsonger. Han har även gjort två statsbesök, till Thailand och Slovenien tillsammans med Johan Stengård, och varit kapellmästare för Carola Häggkvists Jul i Betlehem 2005.
2008 komponerade Andreas Landegren fyra satser för symfoniorkester och saxofonsolist till fotosymfonin “Human reflection” med Johan Stengård. Uruppförandet var i Milwaukee oktober 2008.
Landegren har producerat ett flertal skivor, den senaste är Anna-Lotta Larssons “Saknad” från 2010. Han har även arbetat som Larssons ackompanjatör sedan 2003 och har varit med på hennes och Göran Fristorps julturné sedan 2007.
I november 2011 släppte Landegren sin första soloskiva, Science Of Imagination, som innehåller tio spår som han har komponerat och arrangerat. Sättningen är piano, stråkorkester och på två spår också cellosolo som spelas av Mats Rondin. Musiken kan beskrivas som romantisk, filmisk och vacker.
Sedan 2008 är Andreas Landegren även medlem jazzgruppen Jazzmys som startades 1998 av Lisa Östergren. Jazzmys debutskiva ”Svängssons mysik” grammisnominerades 2009.
Den 18 november 2012 spelades musiken från hans skiva live för första gången, med stråkkvartett på Teaterstudio Lederman i Stockholm. Sedan 2014 är han kapellmästare i Lotta på Liseberg.